# Leptostylis (djur)
Leptostylis är ett släkte av kräftdjur som beskrevs av Georg Ossian Sars 1869. Leptostylis ingår i familjen Diastylidae.

## Bildgalleri

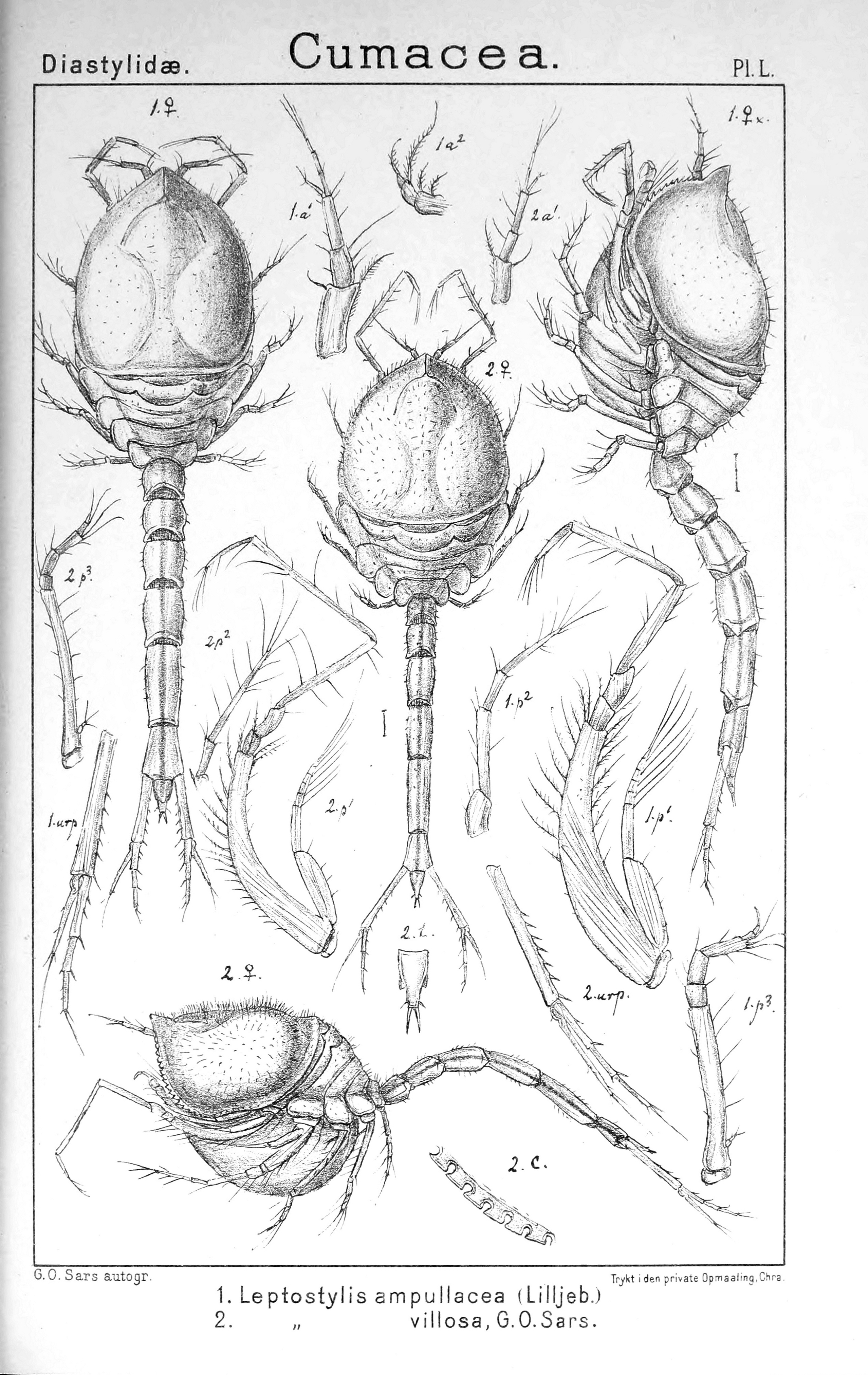
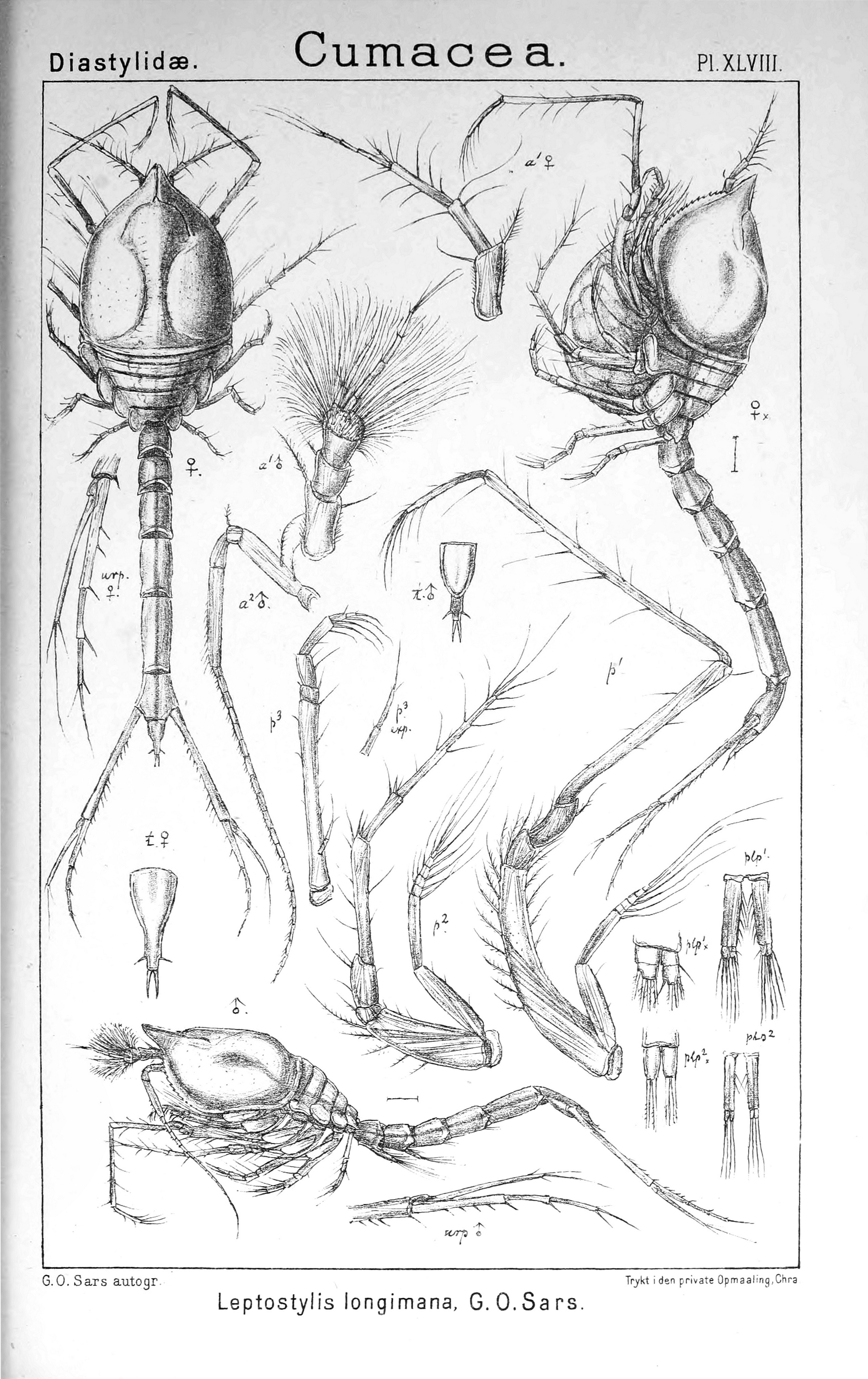
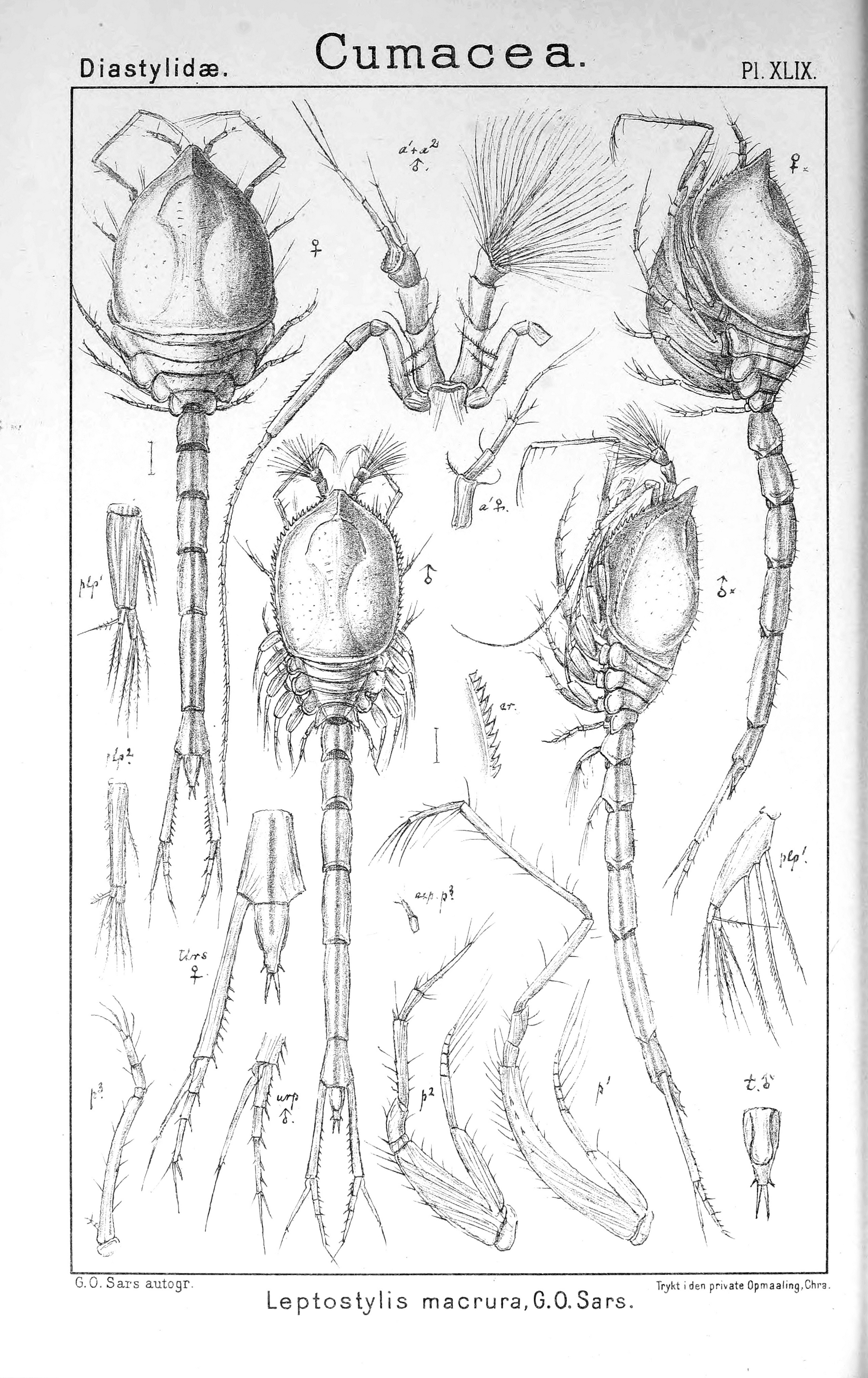

## Dottertaxa tillLeptostylis, i alfabetisk ordning[1][2]
- Leptostylis abditis
- Leptostylis ampullacea
- Leptostylis antipus
- Leptostylis attenuatus
- Leptostylis azaniensis
- Leptostylis bacescoi
- Leptostylis borealis
- Leptostylis calva
- Leptostylis chileana
- Leptostylis crassicauda
- Leptostylis elegans
- Leptostylis elongata
- Leptostylis faurei
- Leptostylis gamoi
- Leptostylis gilli
- Leptostylis gorbunowi
- Leptostylis gracilis
- Leptostylis grandis
- Leptostylis hexaspinula
- Leptostylis longicaudata
- Leptostylis longimana
- Leptostylis macrura
- Leptostylis macruroides
- Leptostylis mancoides
- Leptostylis menziesi
- Leptostylis ovalis
- Leptostylis producta
- Leptostylis profunda
- Leptostylis quadridentata
- Leptostylis recalvastra
- Leptostylis souzalvesae
- Leptostylis spinescens
- Leptostylis weddelli
- Leptostylis vemae
- Leptostylis vercoi
- Leptostylis villosa
- Leptostylis zimmeri